# O Amor Natural
O Amor Natural é um livro de poesia erótica de Carlos Drummond de Andrade, publicado postumamente, em 1992
.
Segundo Affonso Romano de Sant'Anna, que escreveu um posfácio para o livro, os 40 poemas de O Amor Natural questionam os limites entre a pornografia e o erotismo. O poeta, que em toda a sua obra havia falado do amor apenas como sentimento, de forma abstrata, nesta obra fala explicitamente de relações sexuais.
A coletânea apresenta, majoritariamente,  textos inéditos que ficaram engavetados por anos e outros que tiveram uma circulação limitada aos adultos e determinados nichos artísticos. 